# La Sicilienne (film, 2009)
Pour les articles homonymes, voir Sicilienne.
Pour plus de détails, voir Fiche technique et Distribution.
La Sicilienne (La siciliana ribelle) est un film italo-français réalisé par Marco Amenta, réalisé en 2007 et sorti en 2009.

## Synopsis
Ce film relate l'histoire réelle de Rita Atria, jeune fille de 17 ans issue d'une famille mafieuse se disputant avec un autre clan le contrôle de la ville de Partanna en Sicile. Après avoir assisté successivement à l'assassinat de son père puis de son frère, elle décide de rompre l'omertà et dénonce les assassins au juge anti-mafia Paolo Borsellino en novembre 1991. Son témoignage permet de porter un coup sévère aux agissements du clan adverse. Menacée par sa famille, elle trouve protection auprès du magistrat qui sera assassiné en juillet 1992. Elle se suicide une semaine plus tard à Rome où elle vivait cachée.

## Fiche technique
- Titre français : La Sicilienne[1]
- Titre original italien : La siciliana ribelle
- Réalisation : Marco Amenta
- Scénario : Marcello Di Carlo
- Musique : Pasquale Catalano
- Costumes : Cristina Francioni
- Production : Simonetta Amenta, Tilde Corsi, Gianni Romoli
- Sociétés de production : Eurofilm, R&C Produzioni, Roissy Films, Malec Productions, Cité Films, RAI Cinema, Canal+, TPS Star,  Studio 37, Mediterranea Film
- Pays de production :  Italie •  France
- Langue originale : italien
- Format : couleur, 35 mm
- Durée : 106 minutes (1 h 46)
- Genre : Drame social / Drame historique[1]
- Dates de sortie :
  - Italie : 29 octobre 2008 (Festival international du film de Rome) ; 27 février 2009 (sortie nationale)
  - France : 13 mai 2009[1]

## Distribution
- Veronica D'Agostino (it) : Rita
  - Miriana Faja : Rita petite
- Francesco Casisa : Vito
- Carmelo Galati (it) : Le frère de Rita
- Gérard Jugnot : Le procureur
- Marcello Mazzarella (it) : Don Michele
- Mario Pupella (it) : Oncle Salvo
- Primo Reggiani (it) : Lorenzo
- Lorenzo Rosone : Vito petit
- Lucia Sardo (it) : La mère de Rita

## Production
Il s'agit d'une coproduction franco-italienne tourné en italien, mais le français Gérard Jugnot fut choisi pour interpréter le magistrat car le réalisateur ne voulait pas confier le rôle à une vedette italienne, dans le but de conserver une certaine sobriété aux yeux du public italien.